# Liu Wenhui
Liu Wenhui, ou Liu Wen-hui (刘文辉 ; 1895-1976), fut l'un des seigneurs de la guerre des provinces chinoises du Sichuan et du Xikang.

## Biographie
Né dans une famille paysanne, la première partie de sa carrière fut marquée par un alignement sur le Guomindang, jusqu'à l'arrivée au pouvoir du Parti communiste chinois en 1949, dont il servit le régime par la suite.
À partir de 1927, il occupa alternativement des postes d'officier général au sein de l'armée, et des postes de gouvernement. Président du gouvernement du Sichuan de 1929 à 1935, il partagea le pouvoir avec quatre autres seigneurs de la guerre : Liu Xiang, Yang Sen, Deng Xihou et Tian Songyao. De 1939 à 1950, il fut gouverneur de la province du Xikang, qu'il commença à moderniser par la construction d'écoles et d'infrastructures, notamment d'une centrale hydroélectrique.
Entre 1940 et 1949, il y rencontra l'opposition d'un mouvement de guérilla tibétain, à l'initiative de Phuntsok Wangyal, créateur du Parti communiste tibétain.
Sous le régime communiste, Liu Wenhui occupa divers postes de responsabilité.
Il a également développé à partir de 1939, dans la province du Xikang la production et le commerce de l'opium, dont les revenus ont pu servir à financer l'armée jusqu'alors mal équipée et pour développer un système éducatif efficace.